# Taranske, Konotop
Taranske (în ucraineană Таранське) este un sat în comuna Vîrivka din raionul Konotop, regiunea Sumî, Ucraina.

## Demografie
Componența lingvistică a localității Taranske
     Ucraineană (98,31%)
     Rusă (1,69%)
Conform recensământului din 2001, majoritatea populației localității Taranske era vorbitoare de ucraineană (98,31%), existând în minoritate și vorbitori de rusă (1,69%).